# Шуйский, Павел Александрович
Па́вел Алекса́ндрович Шу́йский (10 июля 1878 года, Петрозаводск — 21 октября 1955 год, Свердловск) — советский филолог.

## Биография
Окончил историко-филологический факультет Московского университета (1907).
Дважды был женат. По воспоминаниям его дочери Милицы Павловны (записанным в 2012 году в Екатеринбурге), некоторое около революционное время провел в Европе и, в частности, в Польше.
В 1922—1930 годах работал на рабфаке при Екатеринославском горном институте. В 1929—1930 годах также работал в Днепропетровском институте народного образования.
С 1930 года в Свердловске.
В 1938—1939 году работал в Полтавском педагогическом институте.
С 1943 года работал в Уральском университете на кафедре классической филологии, возглавлял её в 1949—1955 годах.
Скончался 21 октября 1955 года после продолжительной болезни. Похоронен на Ивановском кладбище Екатеринбурга.

## Научная деятельность
Известен переводами поэм Гомера, которые наиболее приближены к современному русскому языку, по сравнению с переводами Гнедича и Жуковского, сделанными в XIX веке. Примечателен в этом смысле и перевод Вересаева (первая половина XX века), хотя он и выполнен в несколько иной поэтической манере. Дополнительную ценность переводам Шуйского придает то, что в отличие от указанных переводчиков, он был специалистом-античником, и его работы снабжены ценными комментариями.
В 1948 году небольшим тиражом был издан перевод «Одиссеи». В течение нескольких лет появились рецензии на перевод. Полностью «Одиссея» и «Илиада» в переводе Шуйского изданы в 2018 году издательством Уральского федерального университета (в 2019 году вышло второе, исправленное издание).

## Публикации
- Декабристы. — Харьков, 1927.
- Департамент полиции. — Харьков, 1930.
- Русские переводы «Илиады» // Лит. критик. — 1936. — № 10.
- Героический эпос (поэмы Гомера). — Свердловск, 1937.
- Гомер. Одиссея / Пер. П. А. Шуйского. Под ред. А. И. Виноградова. — Свердловск: Изд. УрГУ им. А. М. Горького, 1948.
- О поэмах троянского цикла // Учен. зап. Урал. ун-та., 1949.